# Nano-RAM

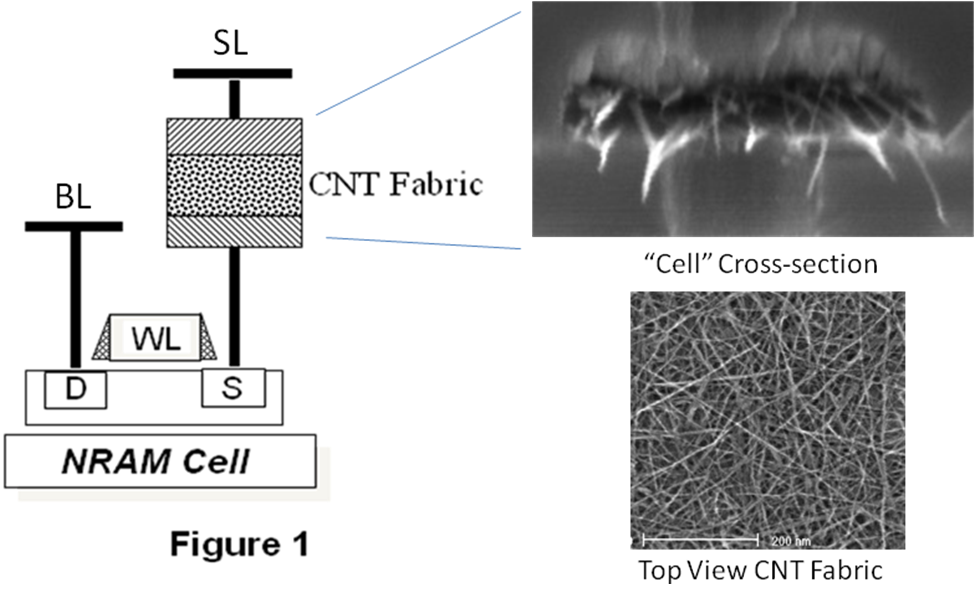

Nano-RAM o NRAM è  una tecnologia proprietaria dell'azienda Nantero. È un tipo di memoria ad accesso casuale (RAM) non volatile basata sulla posizione di nanotubi di carbonio depositati su un substrato simile a un chip. In teoria la piccola taglia dei nanotubi permette la creazione di memoria ad alta densità Nano-RAM.